# ЛБ-62
ЛБ-62 — советский экспериментальный лёгкий бронеавтомобиль периода Второй мировой войны. Аббревиатура ЛБ означает «лёгкий бронеавтомобиль».

## История

### Предыстория
Применить колёсную формулу 4 × 4 на грузовых машинах КБ ГАЗ планировалось давно, однако имеющиеся проблемы со вводом в строй и отладкой серийной продукции клали эту работу в «дальний ящик». Дело начало заметно развиваться в конце 1930-х годов, когда эксперименты с трёхосными грузовиками (6х4) не принесли желаемых результатов. Кроме того, в США было закуплено оборудование для производства шариковых шарниров равных угловых скоростей, без которых «вездеходные» автомобили обойтись не могли.

Первый опытный образец автомобиля с индексом «62» построили и передали на испытания в 1940 году. Внешне он имел некоторые отличия от других машин ГАЗ, но внутри это была совершенно другая машина. Модель «62» получила 6-цилиндровый бензиновый двигатель ГАЗ-11 (ГАЗ-51) рабочим объёмом 3,48 литра и мощностью 76 л. с. при 3400 об\мин, созданный на основе американского мотора Dodge D5. Трансмиссия машины имела нестандартную конструкцию раздаточной коробки, рычаг управления которой имел четыре положения: 1 — «включён только задний мост», 2 — «включены (жёстко) оба моста», 3 — «нейтраль» и 4 — «включены оба моста через демультипликатор с передаточным отношением 1,82:1». Повышение тяговых свойств автомобиля также было достигнуто благодаря главным передачам с отношением 6,66:1 и специальным шинам размерностью 34х7 дюймов с рисунком протектора «Граунд Грип». Кабину будущего ГАЗ-62 заимствовали у серийного ГАЗ-ММ, однако капот, из-за более длинного двигателя, пришлось выполнить более массивным с новой облицовкой радиатора.

В процессе испытаний, проведённых осенью 1940 года и весной 1941 года, опытные образцы ГАЗ-62 отличились хорошими ходовыми характеристиками. С грузом 2000 кг машины развивали максимальную скорость до 88 км\ч, преодолевали овраги с водой и густой грязью глубиной до 400 мм, проходили снежную целину с глубиной покрова 600 мм, взбирались по травянистым склонам крутизной в 20°, без проблем транспортировали по вспаханному полю артиллерийские орудия. Столь значительное улучшение технических характеристик было получено за счёт замены чугунных головок цилиндров на алюминиевые, позволившее повысить срок работы мотора, уменьшить расход горючего (с 16,2 до 15,7 литров на 100 км при движении по шоссе) и увеличить его мощность до 85 л. с.. До начала Великой Отечественной войны машина так и не пошла в серию. После начала войны Горьковский завод был полностью загружен военными заказами. Тем не менее, именно шасси ГАЗ-62 было выбрано в качестве основы при создании лёгкого бронеавтомобиля повышенной проходимости ЛБ-62.

### Разработка и испытания
Пока группа инженеров Научно-исследовательского автотракторного института проектировала опытный бронеавтомобиль ЛБ-НАТИ, в недрах АБТУ была создана спецификация на лёгкий разведывательный бронеавтомобиль с полным приводом. Решение о начале разработке боевой машины такого класса было принято 19 ноября 1939 года, когда заместитель наркома обороны К. Е. Ворошилов утвердил технические характеристики. Разработку поручили «в руки» ОКБ КЭО Горьковского автозавода. Так как автозавод доселе не имел дела с такими машинами, он обратился за помощью на завод ДРО в Выксе, где и была впоследствии выполнена большая часть работ по конструированию корпуса. Макет бронеавтомобиля, по документам именуемый как ГАЗ-ЛБ-62, был создан в феврале 1940 года и уже 14 марта был рассмотрен учреждённой военной комиссией, в результате чего от кормового поста управления было решено полностью отказаться из-за его редкого использования в условиях современной войны. Машина произвела положительное впечатление на представителей АБТУ и наркомата обороны, и 4 мая было издано постановление Комитета Обороны СССР за № 191сс об изготовлении двух опытных образцов. Оба прототипа надлежало сдать к ноябрю, однако сроки были сорваны на несколько месяцев. В ожидании получения комплектующих на ГАЗе был собран макет ЛБ-62 с «железным корпусом», на котором провели работоспособность основных узлов. Башни с завода Орджоникидзе прибыли в сентябре, а вот корпуса удалось получить только в начале ноября.
Сборку опытных машин ЛБ-62 под номерами 713 и 714 произвёл ГАЗ. Программу испытаний на полигоне утвердили 29 января 1941 года, началась она 5 февраля.
Более чем за два месяца (до 12 мая) прототипы броневиков прошли по шоссе и просёлочным дорогам 10320 и 10080 км соответственно. За то время у машины № 713 два раза ломалась передняя рессора, лопнул кронштейн картера рулевого управления и был сменён двигатель из-за трещины в планетарной коробке. Ходовая № 714 оказалась более прочной: передняя рессора вышла из строя только один раз, также сломался картер рулевого управления и сломался зуб шестерни заднего моста. Учитывая продолжительность пробега и интенсивность испытательного цикла данные поломки не повлияли на общее мнение о возможностях ЛБ-62. Военные специалисты ещё до завершения испытаний поставили вопрос о начале серийного производства ЛБ-62. Уже 1 апреля 1941 года нарком обороны С.Тимошенко направил Ворошилову письмо следующего содержания:
«По Постановлению КО СССР от 4.5.40 г. № 191 её заводом имени Молотова (ГАЗ) в январе 1941 г. изготовлено 2 опытных образца лёгкого бронеавтомобиля на шасси ГАЗ-62, двухосного со всеми ведущими колёсами и согласно приказу НКО — НКСМ в районе Горького в феврале 1941 года были проведены полигонные испытания. По конструкции корпуса, шасси, бронированию и проходимости лёгкий бронеавтомобиль на шасси ГАЗ-62 является вполне современным броневиком, и значительно лучше не только лёгкого БА-20, но и среднего БА-10, состоящих в настоящее время на вооружении Красной Армии.
Башня и вооружение на бронеавтомобиле ГАЗ-62 унифицированы с танком Т-40. Недостатки машины, обнаруженные на испытаниях, вполне могут быть устранены заводом в процессе подготовки производства. Выпускаемый в настоящее время лёгкий бронеавтомобиль БА-20 на шасси М-1 не отвечает современным требованиям Красной Армии.
Считаю необходимым немедленно начать подготовку производства этой машины на автозаводе имени Молотова и в ближайшие 2—3 месяца получить партию бронеавтомобилей на войсковые испытания.
Несмотря на очевидные преимущества этого бронеавтомобиля и важность его для Красной Армии Наркомсредмаш не утвердил отчёт комиссии по испытаниям и дал указание заводу прекратить дальнейшие работы по бронеавтомобилю.
Таким образом, затяжка с выпуском бронемашин со всеми ведущими осями сорвёт вооружение бронетанковых частей боевыми колёсными машинами с повышенной проходимостью. Представляю проект Постановления КО, жду Вашего решения.
Маршал Советского Союза С. Тимошенко»
Предложенный проект постановления о серийном выпуске ЛБ-62 под новым обозначением ЛБ-30 оговаривал начало производства бронеавтомобилей на Горьковском автозаводе со сдачей 100 машин к концу 1941 года. Дополнительно предстояло отработать установку 23-мм пушки на стандартную башню лёгкого танка Т-40 и летом провести испытания новой установки. Ни одно из этих заданий выполнить не удалось, хотя ГАЗ к 21 июню мог сдать несколько машин. Причиной такого скрытого саботажа заключалась в нежелании руководства завода брать на себя ответственность за выпуск совершенно новой техники, пусть даже ходовая часть для ЛБ-30 была разработана самими горьковчанами, а корпуса и башни предстояло получать от смежных поставщиков. Но были и другие причины.

В письме от 13 мая 1941 года «О возможностях производства бронеавтомобилей ГАЗ-62» (такое название тоже проходило по документации) начальник АБТУ военинженер 1-го ранга Коробков упоминал следующее: 
«…основная трудность для постановки на производство ГАЗ-62 — это загруженность завода авиационными заказами. После подготовки на производство авиамотора К-10, в настоящее время дано задание готовить новый авиамотор. Это загружает инструментальную базу и совершенно не даёт возможности заняться подготовкой к производству новых автомобилей, в частности, ГАЗ-62…»

### Отказ от серийного производства
В конце концов вопрос с выпуском ЛБ-30 «заморозился», а после начала войны руководство ГАЗа предпочло забыть о нём, поскольку завод начал поставлять в регулярную армию лёгкие танки. Позднее начальник ГАБТУ РККА Я.Федоренко 19 июля 1941 года пытался добиться начала серийного выпуска ЛБ-30. В своём письме на имя зампреда ГКО СССР Вознесенского представитель от армии он приводил веские доводы в пользу ЛБ-30, справедливо утверждая, что данная машина по суммарным ТТХ лучше не только лёгких разведывательных БА-20, производство которых продолжалось до 1942 года, но и средних БА-10М. В конечном итоге мнение Федоренко на действия высшего руководства не повлияло. В начале 1942 года КБ ГАЗ вернулось к теме полноприводных бронемашин, начав новый проект, ставший впоследствии известный как БА-64, в котором были использованы многие решение из ЛБ-62.

## Описание
Главной особенностью ЛБ-62 стало полноприводное шасси от автомобиля ГАЗ-62. Корпуса для ЛБ-62 сваривали из плоских броневых листов толщиной 6-13 мм, которые устанавливали под углом 25-42° к вертикали. Советские специалисты решили применить на ЛБ-62 двускатные борта, которые защищали машину от бронебойных пуль калибра 7,62-мм с любой дистанции и от обычных пуль калибра 12,7-мм с дистанции больше 500—700 метров. По обоим бортам были выполнены одностворчатые двери для посадки экипажа, состоявшего из 3-х человек: водителя, стрелка-радиста и командира. Места двух первых членов экипажа располагались в отделении управления в средней части машины, командир находился в задней части в боевом отделении.
Бронеавтомобиль был вооружён спаренной установкой пулемёта ДШК 12,7-мм и пулемёта ДТ 7,62-мм, которые устанавливались в башне, полученной от Т-40. В лобовом листе корпуса, справа от водителя, монтировался второй ДТ в шаровой установке. Боекомплект представлял 3150 патронов калибра 7,62-мм и 500 патронов калибра 12,7-мм. В левом борту корпуса, перед сидением стрелка-радиста, была установлена радиостанция 71-ТК-3 со штыревой антенной. Силовая установка ЛБ-62 не сильно отличалась от ГАЗ-62. На бронеавтомобиле был установлен 6-цилиндровый двигатель ГАЗ-202 мощностью 85 л. с., который позволял развивать максимальную скорость до 80 км/ч по шоссе и иметь запас хода до 500 км.
Основное различие опытных образцов заключалось в шинах: № 713 оснащался односкатными шинами «Граунд-Грип», в то время как № 714 имел задние колёса с двускатными шинами «Шур-Грип».